# Erlend Øye
Erlend Otre Øye (* 21. November 1975 in Bergen) ist ein norwegischer Musiker. Bekannt wurde Øye als Teil des Popduos Kings of Convenience, das er Ende der 1990er Jahre zusammen mit seinem Schulfreund Eirik Glambek Bøe gründete. 2003 veröffentlichte er sein Debüt als Solokünstler.

## Leben und Wirken
Øye wuchs mit seiner Mutter, seinem Stiefvater und seinem älteren Bruder in Bergen auf. Seinen leiblichen Vater, einen Schauspieler aus Oslo, lernte er kennen, als er zehn Jahre alt war. Er unternahm seine ersten musikalischen Schritte mit der Band Skog, die er Mitte der 1990er zusammen mit einigen Freunden gründete. 1997 siedelte er nach London über und schloss sich der Band Peachfuzz an. Bei einem Urlaubsaufenthalt in seiner norwegischen Heimat entstand zusammen mit Bøe die Idee, gemeinsam aufzutreten, und sie gründeten die Kings of Convenience. Das erste Album der Band, Quiet is the New Loud, erschien 2001. Im selben Jahr war er als Gastsänger auf dem Debütalbum von Röyksopp zu hören.
Danach wandte Øye sich stärker der elektronischen Musik zu und verbrachte die folgenden Jahre in Berlin oder auf Reisen um die Welt. Dabei entstand sein erstes Soloalbum Unrest, das er in zehn Städten aufnahm und 2003 veröffentlichte. Als Gastmusiker sind darauf unter anderem Metro Area, Prefuse 73 und Schneider TM zu hören.
In der Folge tourte Øye als DJ und brachte 2004 einen Mix im Rahmen der DJ-Kicks-Serie auf den Markt. Erlend Øye war außerdem Kopf und Sänger von The Whitest Boy Alive, die im Frühjahr 2006 ihr Debütalbum Dreams veröffentlichten und im Juni 2014 ihre Auflösung bekanntgaben. Grund der Auflösung waren gesundheitliche Probleme: „Ich habe seit einigen Jahren einen Tinnitus, ein hohes Fiepen. Die Ärzte haben mir geraten, leisere Konzerte zu spielen.“ Leisere Konzerte seien nicht machbar gewesen. „Unser Sound war zum Tanzen da, den kannst du nicht leise spielen.“
Mit einer isländischen Reggaeband nahm er das 2014 erschienene Album Legao auf.
Mit seiner Mutter zog er 2012 nach Syrakus auf Sizilien; die Mutter starb 2016.

## Diskografie
- 2001: Kings Of Convenience: Quiet Is The New Loud
- 2003: Unrest
- 2004: DJ-Kicks
- 2004: Kings Of Convenience: Riot On An Empty Street
- 2006: The Whitest Boy Alive: Dreams
- 2009: The Whitest Boy Alive: Rules
- 2009: Kings Of Convenience: Declaration of Dependence
- 2013: La prima Estate
- 2014: Legao
- 2020: Quarantine at El Ganzo
- 2021: Kings Of Convenience: Peace Or Love
- 2023: Winter Companion